# Théorème de Masreliez
Le théorème de Masreliez est un algorithme récursif largement utilisé dans la technologie pour l'estimation robuste et le filtre de Kalman étendu, nommé d'après son auteur, le physicien suédo-américain, C. Johan Masreliez.

## Contexte
En statistique inférentielle, un estimateur est une valeur calculée sur un échantillon et que l'on espère être une bonne évaluation de la valeur que l'on aurait calculée sur la population totale. On cherche à ce qu'un estimateur soit sans biais, convergent, efficace et robuste, ici avec statistique robuste les estimateurs qui ne sont pas trop affectés par des départs petites à partir des hypothèses du modèle. La thèse de doctorat Masreliez en 1972 traités « estimation robuste » et il est venu avec un estimateur pour une sorte de moyenne robuste. L'estimateur est toujours justifiant un variance maximal pour les distributions de probabilité symétrique, ayant un pourcentage connu de probabilité dans chaque «queue», indépendante de la façon dont la loi de probabilité ressemblait autrement. Puis il a développé ce résultat ainsi la construction[pas clair]  de son filtre RII récursif de type Kalman robuste (1975) comme « une approximation de non-filtrage gaussien[incompréhensible] avec l'équation d'état linéaire et l'équation d'observation aussi linéaire ».

## Applications
Le théorème de  Masreliez a depuis lors reçu plusieurs utilisations, par exemple pour estimer la précision moyenne conditionnelle dans les situations d'observation non-gaussien. Le théorème est utilisé également dans une large gamme de domaines technologiques (radar, vision électronique, communication...). C'est un thème majeur de l'automatique et du traitement du signal. Un exemple d'utilisation peut être la mise à disposition, en continu, d'informations telles que la position ou la vitesse d'un objet à partir d'une série d'observations relative à sa position, incluant éventuellement des erreurs de mesures. Une donnée aberrante est une observation qui se trouve « loin » des autres observations. La présence d’une donnée aberrante peut signifier par exemple un cas qui ne fait pas partie de la population que l’on étudie, ou bien une erreur de saisie ou de mesure. Certaines données aberrantes peuvent être aisément identifiées avec un théorème de Masreliez modifié. D'autres sont :
- Robotique
- Pilote automatique
- Interface neuronale directe
- Assimilation de données  en météorologie et en océanographie
- Système de positionnement par satellites[7], comme
  - Global Positioning System

## Le calcul
Le théorème de Masreliez est un estimateur récursif. Cela signifie que pour estimer l'état courant, seules l'estimation de l'état précédent et les mesures actuelles sont nécessaires. L'historique des observations et des estimations n'est ainsi pas requis.
Les objets du calcul mathématique sont l’estimation {\displaystyle \psi } (en. score function) du gradient du logarithme de la fonction de vraisemblance {\displaystyle L(\theta ;X)} :
{\displaystyle \psi ={\frac {\partial }{\partial \theta }}\log L(\theta ;X)={\frac {1}{L(\theta ;X)}}{\frac {\partial L(\theta ;X)}{\partial \theta }}.}
une fonction de
{\displaystyle \theta } (le paramètre à évaluer) et {\displaystyle X} (l'observation).
Pour commencer, l'état du théorème de Masreliez est représenté par deux variables :
- {\displaystyle {\hat {\textbf {x}}}_{k|k}}, l'estimation de l'état à l'instant k ;
- {\displaystyle {\textbf {P}}_{k|k}}, La matrice de covariance de l'erreur (une mesure de la précision de l'état estimé).

Le théorème a deux phases distinctes : Prédiction et Mise à jour. La phase de prédiction utilise l'état estimé de l'instant précédent pour produire une estimation de l'état courant. Dans l'étape de mise à jour, les observations de l'instant courant sont utilisées pour corriger l'état prédit dans le but d'obtenir une estimation plus précise. Les modèles d'évolution et d'observation n'ont pas besoin d'être des fonctions linéaires de l'état mais peuvent à la place être des fonctions (différentiables).
{\displaystyle {\textbf {x}}_{k}=f({\textbf {x}}_{k-1},{\textbf {u}}_{k},{\textbf {w}}_{k})}
{\displaystyle {\textbf {z}}_{k}=h({\textbf {x}}_{k},{\textbf {v}}_{k})}
La fonction f peut être utilisée pour calculer l'état prédit à partir de l'état estimé précédent et, semblablement, la fonction h peut être employée pour calculer l'observation prédite de l'état prédit. Cependant, f et h ne peuvent pas être appliqués  directement au calcul de la covariance : une matrice des dérivées partielles, la Jacobienne, est calculée.
À chaque instant, la Jacobienne est évaluée avec les états estimés courants. Ces matrices peuvent être employées dans les équations du théorème. Ce processus linéarise essentiellement la fonction non linéaire autour de l'estimation courante. Ceci donne les équations:

### Prédiction
{\displaystyle {\hat {\textbf {x}}}_{k|k-1}=f({\hat {\textbf {x}}}_{k-1|k-1},{\textbf {u}}_{k},0)} (état prédit)
{\displaystyle {\textbf {P}}_{k|k-1}={\textbf {F}}_{k}{\textbf {P}}_{k-1|k-1}{\textbf {F}}_{k}^{T}+{\textbf {Q}}_{k}} (estimation prédite de la covariance)
avec
- {\displaystyle {\textbf {F}}_{k}} : matrice qui relie l'état précédent {\displaystyle k-1} à l'état actuel {\displaystyle k}
- {\displaystyle {\textbf {u}}_{k}} : entrée de commande
- {\displaystyle {\textbf {P}}_{k|k-1}} : matrice d'estimation a priori de la covariance de l'erreur
- {\displaystyle {\textbf {Q}}_{k}} : matrice de covariance du bruit de process

### Mise à jour
{\displaystyle {\tilde {\textbf {y}}}_{k}={\textbf {z}}_{k}-h({\hat {\textbf {x}}}_{k|k-1},0)}   (innovation)
{\displaystyle {\textbf {S}}_{k}={\textbf {H}}_{k}{\textbf {P}}_{k|k-1}{\textbf {H}}_{k}^{T}+{\textbf {R}}_{k}} (covariance de l'innovation)
{\displaystyle {\textbf {K}}_{k}={\textbf {P}}_{k|k-1}{\textbf {H}}_{k}^{T}{\textbf {S}}_{k}^{-1}} (gain de Kalman optimal)
{\displaystyle {\hat {\textbf {x}}}_{k|k}={\hat {\textbf {x}}}_{k|k-1}+{\textbf {K}}_{k}{\tilde {\textbf {y}}}_{k}} (état mis à jour)
{\displaystyle {\textbf {P}}_{k|k}=(I-{\textbf {K}}_{k}{\textbf {H}}_{k}){\textbf {P}}_{k|k-1}} (covariance mise à jour)
avec
- {\displaystyle {\textbf {z}}_{k}} : observation ou mesure du process à l'instant k
- {\displaystyle {\textbf {H}}_{k}} : matrice qui relie l'état {\displaystyle {\textbf {x}}_{k}} à la mesure {\displaystyle {\textbf {z}}_{k}}
- {\displaystyle {\textbf {P}}_{k|k}} : matrice d'estimation a posteriori de la covariance de l'erreur
- {\displaystyle {\textbf {R}}_{k}} : matrice de covariance du bruit de mesure
- {\displaystyle {I}} : matrice identité aux dimensions adéquates

où les matrices de transition et d'observation sont définies comme étant les Jacobiennes suivantes :
{\displaystyle {\textbf {F}}_{k}=\left.{\frac {\partial f}{\partial {\textbf {x}}}}\right|_{{\hat {\textbf {x}}}_{k-1|k-1},{\textbf {u}}_{k}}}
{\displaystyle {\textbf {H}}_{k}=\left.{\frac {\partial h}{\partial {\textbf {x}}}}\right|_{{\hat {\textbf {x}}}_{k|k-1}}}.
La convergence de ce théorème n'est aucunement assurée, car il s'agit d'une convergence locale.